# 이버멕틴
이버멕틴(Ivermectin)은 다양한 기생충을 구제하는 데 쓰는 구충제 성분으로, 이, 옴, 강변 실명증, 분선충증, 림프사상충증 및 기타 기생충 질병을 치료할 수 있다. 피부로 흡수하거나 섭취하여 복용하는 것이 가능하지만 안구와의 접촉은 피해야 한다. 또한 적안, 피부건조증, 화상 등의 부작용이 발생한다.